# 石岡玲英
石岡 玲英（いしおか れい、2001年9月22日 - ）は、ジャパンラグビーリーグワン東芝ブレイブルーパス東京に所属するラグビー選手。

## プロフィール
- 奈良県出身[1]。
- ポジションはウィング(WTB)、フルバック(FB)。
- 身長: 180 cm、体重: 90 kg

## 略歴
4歳からアイスホッケーを始め、大阪府のクラブチームに所属。小学生の時に大阪府選抜で全国大会に出場経験がある。小学5年生からラグビーも始め、中学生時は学校の部活でラグビーをしながら、クラブチームでのアイスホッケーも続けていた。ラグビーで奈良県選抜に選ばれるが、高校への進学にあたってアイスホッケーが盛んな北海道の高校の練習に参加するなど、ラグビーを続けるかアイスホッケーを続けるかをかなり悩んだと自身で述べている。
悩んだ末、ラグビーの強豪校である御所実業高校へ進学。高校日本代表に選ばれ、高校3年次には主将を務めた。
大学進学を控えいくつかのラグビー強豪校から誘いがあった中で、2020年に法政大学に進学。1年次に11番を与えられ、2年からフルバックで出場。最高学年になると主将に任命され、ウイングとしてプレーする。
2024年、アーリーエントリーで東芝ブレイブルーパス東京に加入。